# Cercetare sociologică
Cercetarea sociologică este acea cercetare realizată de sociologi folosind un plan sistematic cu ajutorul teoriilor și metodelor sociologice. În sens larg semnifică obținerea și prelucrarea informațiilor obiectiv verificate, în vederea construirii explicațiilor științifice ale faptelor, fenomenelor, proceselor sociale. Cercetarea sociologică se diferențiază puțin de cercetarea socială prin faptul că prima este specifică sociologiei, iar a doua științelor sociale în general. Desigur, științele sociale (sociologia, psihologia, științele politice, științele comunicării etc.) folosesc un set comun de metode și tehnici de cercetare. 

## Metode de cercetare
În sociologie și în științele sociale în general există două abordări metodologice de bază, atunci când vine vorba de cercetare:
- Metodele cantitative abordează fenomenele sociale prin intermediul dovezilor cuantificabile și se bazează adesea pe analiza statistică a mai multor cazuri (sau a abordărilor concepute în mod intenționat în cadrul unui experiment) pentru a crea afirmații generale valide și fiabile. Legate de cantitate.

- Metodele calitative pun accentul pe înțelegerea fenomenelor sociale prin observare directă, comunicare cu participanții sau analiză de texte și se pot concentra pe acuratețea subiectivă contextuală în detrimentul generalității. Legat de calitate.

Deși metodele pot fi clasificate ca fiind cantitative sau calitative, majoritatea metodelor conțin elemente din ambele. De exemplu, analiza calitativă a datelor implică adesea o abordare destul de structurată a codificării datelor brute în informații sistematice și a cuantificării fiabilității între codificatori. Astfel, există adesea o relație mai complexă între abordările „calitative" și „cantitative" decât ar sugera o simplă distincție între ele. 
Cercetătorii în științe sociale folosesc o serie de metode pentru a analiza o gamă largă de fenomene sociale: de la datele de recensământ obținute de la milioane de persoane, la analiza în profunzime a experiențelor sociale ale unui singur agent; de la monitorizarea a ceea ce se întâmplă pe străzile contemporane, la investigarea documentelor istorice vechi. Metodele înrădăcinate în sociologia clasică și în statistică au stat la baza cercetării în alte discipline, cum ar fi științele politice, studiile media și cercetarea de piață.  

## Clasificarea cercetărilor sociologice
O importantă clasificare se face după metode de cercetare și anume:
- Cercetări cantitative care folosesc metode de cercetare cantitative precum ancheta pe bază de chestionar, analiza datelor statistice și analiza cantitativă de conținut și altele.
- Cercetări calitative care folosesc metode de cercetare calitative precum ancheta pe bază de interviu, observația, analiza calitativă de conținut etc.
- Cercetări triangulate care îmbină metodele cantitative cu cele calitative

Alte clasificări includ:
- Cercetările descriptive Orice știință începe prin a fi descriptivă, apoi, într-un stadiu mai avansat, se încearcă explicarea teoretică a faptelor observate. Unele științe rămân preponderent descriptive, ca etnografia, de exemplu.
- Cercetările explicative Acestea au ca scop verificarea relațiilor dintre fenomene – de ex. cum influențează nivelul salariului satisfacția muncii. A explica, în contextul cercetării sociologice empirice echivalează cu a demonstra existența relației dintre efecte și cauze specifice. Unii cercetători afirmă că aflarea cauzalității este scopul cercetărilor explicative și, în sens mai larg, al cunoașterii științifice.

Cercetările descriptive și cele explicative sunt tipuri extreme ale cercetării, deoarece există și forme intermediare, cercetări în egală măsură descriptive și explicative, cum ar fi cercetările exploratorii, cercetările pentru testarea instrumentelor de investigare. Important de reținut este că cercetarea explicativă își propune testarea ipotezelor, în timp ce cercetarea descriptivă oferă informații pentru formularea ipotezelor.
- Cercetări fundamentale
- Cercetări aplicative

G. Tremblay identifică în 1991 următoarele tipuri de cercetări:
- exploratorii – studiul descriptiv al unei situații puțin cunoscute și studiate
- descriptive – studiu al unei stări, al unei situații, pornind de la parametrii cunoscuți, dar în evoluție
- confirmative – verificarea unei teorii ale cărei concepte pot fi operaționalizate (cele mai frecvente în mediul universitar)
- evaluative – verificarea consecințelor unei activități organizate, pornind de la obiective precise și de comparare cu o situație anterioară (vezi sondajele, de exemplu).